# Fondremand
Fondremand è un comune francese di 175 abitanti situato nel dipartimento dell'Alta Saona nella regione della Borgogna-Franca Contea.

## Storia

### Simboli
Lo stemma, in uso dal 1998, riunisce i blasoni delle famiglie Neuchâtel e Rosières che dominarono Fondremand.

## Società

### Evoluzione demografica
Abitanti censiti